# Gymnospile
Gymnospile là một chi bướm đêm thuộc họ Geometridae.